# Jund
Pour la protéine, voir JunD.
Le jund, djund ou jound (en arabe جند ; pluriel : ajnad اجناد) est un mot arabe désignant l'armée et, par extension, une armée attachée à ce territoire.
Après l'établissement du califat omeyyade à Damas (661), le jund désignait la circonscription militaire et administrative en Syrie,.

## Syrie

La Syrie (Bilad al-Sham) et ses provinces (ajnad) sous le Califat abbasside au IXe siècle

L'utilisation la plus notable du terme était en Bilad al-Sham, où déjà le calife bien guidé Umar est crédité d'avoir divisé la région en quatre « ajnad » :   Homs (Jund Homs), Damas (Jund Dimashq), Jordanie (Jund al-Urdunn) et   Palestine (Jund Filastin). Le calife Omeyyade Yazid I ajouta alors le district de Qinnasrin (Jund Qinnasrin),. Cette pratique est restée unique en Syrie et n'a été imitée dans aucune autre province du Califat, qui étaient généralement dirigés par un seul gouverneur ;  c'est pourquoi ils étaient souvent appelés collectivement « al-Shamat », « les Syriens ».
Les circonscriptions de l'ajnad suivaient dans l'ensemble les frontières provinciales byzantines préexistantes, mais avec des modifications. Comme le note K. Y. Blankinship, leur création en tant qu'éléments d'un système de défense militaire, visant à sauvegarder le contrôle de la Syrie et à se défendre contre toute agression byzantine, est évidente par le placement des capitales des nouvelles provinces à des distances égales les unes des autres - pour fonctionner comme  centres de contrôle et de mobilisation - et en toute sécurité à l'intérieur, loin de toute attaque maritime. un salaire régulier (ʿatāʾ) tiré des revenus de l'impôt foncier (kharāj), en plus duquel ils recevaient des concessions de terres. En campagne, ils étaient accompagnés de serviteurs (shākiriyya) et renforcés par des volontaires (mutaţawwiʿa).
La division en « ajnad » s'est poursuivie en Syrie sous le Califat abbasside et au-delà, jusqu'à l'époque mamelouke. Sous les Abbassides, un gouverneur général de Syrie présidait souvent tous les districts, tandis qu'en 785 Harun al-Rashid ajouta le nouveau district de Jund al-'Awasim au nord, englobant le  zone frontière avec les Byzantins.

## Égypte
En Égypte, peu après sa conquête, un district militaire (« miṣr ») fut établie à Fustat. Les arabes qui la composaient sont devenus connus sous le nom de « jund » d'Égypte. Eux aussi, comme les « ajnad » syriens, étaient inscrits sur les listes militaires (« dīwān ») et recevaient un salaire régulier. Ils ont longtemps constitué la seule force militaire musulmane de la province et ont joué un rôle majeur dans la vie politique du pays, préservant jalousement leur position privilégiée pendant les deux premiers siècles de la période islamique, jusqu'à ce que leur pouvoir soit brisé dans les troubles de la guerre de la Quatrième Fitna.

## Al Andalus

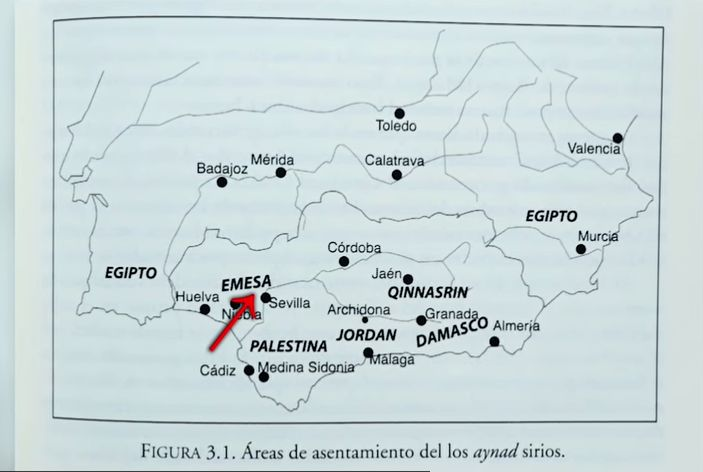
Carte représentant les junds en Andalus

Le système jund, sous une forme ou une autre, semble avoir également été introduit dans l'Espagne musulmane (al-Andalus) : en 742, les troupes impliquées dans la conquête en cours de la péninsule se virent attribuer des terres dans neuf districts (mujannada). Au Xe siècle, le terme jund en est venu à englober ces hommes aux côtés des volontaires enrôlés (ḥushud) par opposition aux mercenaires étrangers (ḥasham).

## Maghreb
Au Maghreb, à patir des Aghlabides de l'Ifriqiya,《 le terme « jund » fut appliqué à la garde personnelle du souverain, et garda désormais un sens restreint qui est souvent difficile à définir, s'appliquant rarement à l'armée dans son ensemble 》 (D. Sourdel). Un usage similaire est évident dans Égypte mamelouke, où  ce terme fût appliqué à une section spécifique des troupes personnelles du sultan, mais pas à sa véritable garde du corps.

## Sources
- Paul M. Cobb, Bannières blanches : discorde dans la Syrie abbasside, 750-880, Albany, New York, Presses de l'Université d'État de New York, 2001 (ISBN 0-7914-4880-0, lire en ligne)
- Hugues Kennedy, L'histoire de Cambridge en Égypte, vol. 1, 62 à 85, « L'Égypte en tant que province du califat islamique, 641-868 »
- D. Sourdel, Ḏj̲und, vol. 2, 601-602 p. (lire en ligne)